# 王學古 (嘉靖癸未進士)
王學古（1493年—？年），字克誠，陕西宁夏卫軍籍直隶金壇縣人。

## 生平
治《礼记》，行二，由衛學生中式壬午科（1522年）陕西鄉試第十一名舉人，年三十一歲中式嘉靖二年（1523年）癸未科會試第二百五十二名，第三甲第一百八十六名進士。官直隶广平府鸡泽县知县。

## 家族
曾祖王顺。祖父王贵。父王琇。母韩氏；继母郭氏。具庆下。兄王師古，正德己卯举人、贡士；弟王稽古。